# توخولا
توخولا (به لاتین: Tuchola) یک شهر در لهستان است که در شهرستان توخولا واقع شده‌است.

## خصوصیات
توخولا ۱۷٫۶۹ کیلومترمربع مساحت و ۲۰٬۱۸۵ نفر جمعیت دارد.